# Hussein Radjabu
Hussein Radjabu est un homme politique hutu burundais, ancien président du Conseil national pour la défense de la démocratie - Forces pour la défense de la démocratie (CNDD-FDD).
Radjabu est un des anciens stratèges militaires des FDD pendant la guerre civile burundaise. Après les accords d'Arusha, il tient le parti d'une main de fer et est critiqué pour ses méthodes expéditives et autoritaires. Il est par exemple accusé d'avoir monté de toutes pièces un coup d'État pour faire arrêter l'ancien président Domitien Ndayizeye.
La démission de la seconde vice-présidente Alice Nzomukunda en septembre 2006 pour protester contre les pratiques de Radjabu va mettre le feu au CNDD-FDD.
La lutte entre le président Pierre Nkurunziza (lui aussi membre du CNDD-FDD) et Radjabu prend fin avec la destitution de Radjabu de son poste de président du CNDD-FDD en février 2007. Radjabu est remplacé par Jérémie Ngendakumana. Les partisans de Radjabu au parlement et au gouvernement, dont la vice-présidente Marina Barampama, sont remplacés et Radjabu est arrêté en avril 2007,. Les partisans de Radjabu rejoignent alors l'Union pour la paix et le développement ou UPD-Zigamibanga.
Accusé de porter atteinte à la sécurité de l'État, il est condamné en avril 2008 à une peine de prison de 13 ans. L'équité du procès est contestée, la défense n'ayant pas l'autorisation de produire plusieurs témoins importants alors que des aveux obtenus sous la torture sont utilisés. Il s'évade en mars 2015 en compagnie des policiers chargés de le surveiller en prison. Peu après, Radjabu déclare s'opposer à la modification constitutionnelle qui permettrait au président Nkurunziza de se représenter pour un troisième mandat. C'est ce point qui déclenche la crise politique de 2015,.